# Luís Benavente
Luís Benavente (Lapa, Lisboa, 6 de maio de 1902 — Lapa, Lisboa, 2 de janeiro de 1993) foi um arquitecto português.

## Biografia
Era filho de António Carlos das Neves Benavente e de Adelaide Victorina Ferreira Marques Benavente, ambos naturais de Lisboa (ele da freguesia do Socorro e ela também da freguesia da Lapa). Era sobrinho de Tertuliano de Lacerda Marques.
Originário de uma família ligada à arquitetura e à construção, frequentou a Escola de Belas Artes de Lisboa, iniciando o curso de Arquitectura em 1925, que veio a concluir em 1930, na Escola de Belas Artes do Porto. Nesse período também trabalhou no estrangeiro, com profissionais da área.
Concluído o curso, durante um período de três anos trabalhou no atelier de Pardal Monteiro, com arquitetos como Raul Rodrigues Lima e António Reis Camelo, participando em projectos como por exemplo o do Instituto Superior Técnico.
Foi convidado por Duarte Pacheco para trabalhar, como delegado, para o Ministério das Obras Públicas, sendo colocado em comissões de obras em Coimbra no período de 1934 a 1938. Colaborou na reforma e modernização do Sanatório de Celas; projectou e seguiu a obra do Hospital Sobral Cid (1936) e completou a obra do Hospital dos Covões, todos criados por iniciativa do Professor Bissaya Barreto; desenvolveu, juntamente com Raul Lino, um plano visando a remodelação da Cidade Universitária de Coimbra, desde 1934; ainda nesse ano, recebeu o encargo do restauro do Claustro da Manga, cujos trabalhos decorreram em 1935; foi nomeado para uma comissão tendo como objectivo o arranjo do Museu Nacional de Machado de Castro e encarregado do remate do antigo Colégio de São Bento; integrou ainda a comissão responsável pela recuperação da zona alta da cidade.
A 23 de outubro de 1939, casou civilmente em Lisboa com Alice de Abreu Loureiro (Coração de Jesus, Lisboa, c. 1904), doméstica, filha do empregado comercial José Eduardo de Abreu Loureiro e de Alice Capitolina Gomes de Sousa Loureiro, doméstica, ambos naturais de Lisboa (ele da freguesia de São Julião e ela da freguesia de São Paulo).
Em Lisboa, de 1941 a 1949, foi-lhe entregue a obra de recuperação do Palácio Foz; projectou o Bairro da Madre de Deus e o Mercado de Arroios - ambos entre 1939-1942; em 1943, em conjunto com o arquitecto Paulino Montez, participou nos primeiros estudos para a urbanização da área de Olivais Sul; acredita-se date de 1938 o planeamento do Bairro do Caramão da Ajuda; de 1941 data o projecto das "Escolas primárias para a freguesia de São José", concluído entre 1944 e 1947; de 1947 a 1952 data o projecto da nova sede para o Automóvel Clube de Portugal; a habitação própria na Lapa data de 1955 e o Teatro das Laranjeiras de 1973-1977.
Enquanto delegado do Ministério das Obras Públicas, integrou a Comissão para o estudo das providências a adoptar em caso de guerra, com vista à protecção dos bens culturais. Esta comissão foi presidida pelo director do Museu Nacional de Arte Antiga, integrando Mário Chicó, por parte da Educação Nacional, e João Amaral, por parte da Defesa Civil do Território. Entretanto, em 1952, foi nomeado director dos Monumentos Nacionais, sendo de referir o seu papel de guia na visita ao país da rainha Isabel II de Inglaterra.
Em 1947 foi-lhe confiada a escolha, em Londres, do edifício para a Embaixada de Portugal. Encarregou-se igualmente da respectiva reorganização e mobiliário. O projecto ficou concluído entre 1953 e 1954.
Entre 1948 e 1951 foi creditado, junto da Santa Sé, para a construção de uma capela dedicada a Nossa Senhora de Fátima, financiada particularmente. Foi vogal da respectiva comissão executiva.
Entre 1951 e 1952, adaptou a ala poente do Palácio de Belém, tendo em vista a instalação do então presidente, general Craveiro Lopes.
Entre 1953 e 1954 desenvolveu um projecto para a Igreja de Santa Engrácia, que deveria ser adaptada a Panteão Nacional.
Aplicou os seus conhecimentos técnicos nas áreas do restauro e da recuperação no Palácio de Seteais (1953-1955). Interveio nas obras do Palácio da Berlenga (1952); Paço e conjunto de Guimarães (1954-1956); Palácio da Vista Alegre (1959-1962); Crato, Mosteiro de Flor da Rosa, com obras de recuperação para um hotel (1968); Palácio Sottomayor, em Condeixa (1973-1987).
Entre finais da década de 1950 e início da década de 1970 foi destacado do Ministério das Obras Públicas para o Ministério do Ultramar, realizando obras ao nível do património em missões ultramarinas, nomeadamente, igrejas, fortalezas: cidade de São Tomé - a partir de 1958 e até 1967; Ribeira Grande na ilha de Santiago de Cabo Verde - entre 1962 e 1973; Bissau e Cacheu na Guiné - 1962 a 1969; Índia - últimos meses de 1961. Encontrava-se no território quando se deu a invasão indiana. Refugiou-se então no cargueiro italiano Comfidenza, trazendo consigo uma parte importante de documentação relativa ao património arquitectónico de Goa, Damão e Diu, que se supõe ter sido alvo de levantamento anterior, quando da missão na Índia Portuguesa, em 1954, de Mário Chicó e Humberto Reis.
Trocou correspondência com Quirino da Fonseca sobre o levantamento e protecção do património de Angola, Moçambique, Macau e Timor. Passou igualmente por outros locais com património arquitectónico português, como o Gana, a África do Sul, a Etiópia, Ormuz, Malaca, e Colónia do Sacramento. Estes trabalhos decorreram, principalmente, entre meados da década de 1950 e as décadas de 1960 e 1970.
Foi delegado de Portugal na comissão internacional que elaborou a Carta de Veneza - documento sobre a conservação e restauro do património, em 1964, na sequência da realização do II Congresso Internacional dos Arquitectos e Técnicos dos Monumentos Históricos. A Carta de Veneza levou à criação de um outro organismo, dependente da UNESCO, o "International Council of Monuments and Sites" (ICOMOS) - do qual foi sócio-fundador.
Em 1968, e para a UNESCO, participou na preparação da Recomendação acerca da conservação dos bens culturais postos em perigo.
Como representante da Academia Nacional de Belas Artes, integrou o júri do Prémio Valmor de 1980-1981.
Morreu a 2 de janeiro de 1993, na freguesia da Lapa, em Lisboa.
A documentação de seu arquivo pessoal foi doada ao Arquivo Nacional da Torre do Tombo por sua viúva, em 1995.